# Завод суперфосфату у Диванганджі
Завод суперфосфату у Диванганджі – підприємство індійської хімічної промисловості у штаті Мадг’я-Прадеш, яке наразі належить групі Shree Pushkar Chemicals and Fertilisers (SPCFL).
В 1987 році компанія Unialkem Fertilizers and chemicals відкрила у Диванганджі завод з виробництва суперфосфату річною потужністю 66 тисяч тон. Технологія отримання цільового продукту передбачала обробкою фосфоритів сульфатною кислотою, тому завод мав власне виробництво цієї кислоти продуктивністю 70 тон на добу. 
Станом на середину 2010-х річна потужність підприємства вже становила 132 тисяч тон суперфосфату. 
В 2016-му державна агенція з охорони довкілля видала розпорядження зупинити завод. На той час він вже належав компанії Madhya Bharat Phosphates, яка у другій половині 2010-х опинилась у складному фінансовому стані та потрапила під процедуру банкрутства, після чого в 2020-му її придбала SPCFL. Остання мала плани відновити виробництво у Диванганджі, проте станом на весну 2022-го їй це ще не вдалось.
Можливо також відзначити, що Madhya Bharat Phosphates має в штаті Мадг’я-Прадеш ще один суперфосфатний завод, майданчик якого знаходиться у Мегнагарі.